# St. Sebastianus Bruderschaft Gymnich
Die St. Sebastianus Bruderschaft Gymnich 1139 e. V. ist eine der ältesten Schützenbruderschaften des Bundesgebietes.
1947 wurde bei Aufräumarbeiten nach dem Zweiten Weltkrieg auf dem Speicher eines alten Bauernhofes eine uralte Lederrolle entdeckt.  Sie enthielt nach Angaben einiger Mitglieder der St. Sebastianus Bruderschaft eine Urkunde aus dem Jahre 1139, aus der sich das Gründungsjahr der Bruderschaft ergab. Inhalt und Verbleib der Urkunde, die nie veröffentlicht wurde, sind nicht bekannt. Als Gründer der Bruderschaft vermutete Ludwig Mathar Azelin von Gymnich, den Gymnicher Vogt der Abtei Siegburg, den er als Meier bezeichnete. Belegt ist ein Vergleich zwischen dem Vogt Azelin von Gymnich und dem Abt von Siegburg, der im Jahre 1139 beurkundet wurde.
Bis dahin war nur durch Überlieferungen bekannt, dass die Bruderschaft schon sehr alt sein musste. Wie alt, wusste bis dahin niemand. 1950 wurde die 800-Jahr-Feier der Sebastianus Bruderschaft nachgeholt. Das Gründungsjahr 1139 wurde im Vereinsregister des Amtsgerichts Lechenich eingetragen.
Die St. Sebastianus Bruderschaft Gymnich wurde wahrscheinlich im 14. Jahrhundert in der Zeit der Pestepidemien als kirchliche Bruderschaft zur Pflege der Kranken und zur Beerdigung der Toten gegründet. In späteren Jahrhunderten blieb die Einbindung in das kirchliche Leben durch Begleitung der Prozessionen, gemeinsame Gottesdienste und Jahrgedächtnisse für verstorbene Mitglieder sowie karitative Aufgaben bestehen. Es wurden auch Frauen in die Bruderschaft aufgenommen. Dies geht aus einer Urkunde aus dem Jahre 1510, dem ältesten bekannten Beleg für die St. Sebastianus Bruderschaft, hervor. In den folgenden Jahrhunderten wandten sich die Mitglieder der Bruderschaft auch dem Schießsport zu. Seit dem 18. Jahrhundert sind Schützenkönige bekannt, denen besondere Vergünstigungen zustanden.
Heute widmet sich der Verein unter dem Motto „Glaube, Sitte, Heimat“ der Pflege und Erhaltung von gesellschaftlichen und kirchlichen Traditionen, wie auch dem Fortbestand des Gymnicher Rittes. Der Gymnicher Ritt ist eine alljährlich stattfindende Reiterprozession, deren Ursprung der Gymnicher Vikar Joseph Weissenfeld auf ein Gelübde des Kreuzritters Arnold von Gymnich zurückführte.